# Doina Silistru
Doina Silistru (n. 30 octombrie 1958, Vădeni, România) este un senator român în legislaturile 2004–2008, 2008–2012, 2012–2016 și 2016–2020, ales în județul Vaslui pe listele partidului PSD.
Doina Silistru este căsătorită cu Constantin Silistru. Doina Silistru este doctor în agronomie, membru corespondent al Academiei de Științe Agricole și Silvice.
În legislatura 2004-2008, Doina Silistru a fost membru în grupurile parlamentare de prietenie cu Statul Kuwait, Canada, Republica Tunisiană, Republica Columbia, Republica Algeriană Democratică și Populară. Doina Silistru a înregistrat 124 de luări de cuvânt în 92 de ședințe parlamentare. Doina Silistru a inițiat 37 de propuneri legislative, din care 14 au fost promulgate legi. Doina Silistru a fost membru în comisia pentru agricultură, silvicultură și dezvoltare rurală  (Secretar) și în comisia pentru egalitatea de șanse.  
În legislatura 2008-2012, Doina Silistru a fost membru în grupurile parlamentare de prietenie cu Statul Kuwait, Republica Singapore și Republica Africa de Sud. Doina Silistru a înregistrat 79 de luări de cuvânt în 52 de ședințe parlamentare. Doina Silistru a inițiat 71 de propuneri legislative, din care 15 au fost promulgate legi. Doina Silistru a fost membru în comisia pentru egalitatea de șanse și în comisia pentru învățământ, știință, tineret și sport.   
În legislatura 2012-2016, Doina Silistru a fost membru în grupurile parlamentare de prietenie cu Republica Africa de Sud, Statul Kuwait și Republica Libaneză. Doina Silistru a inițiat 112 de propuneri legislative, din care 35 au fost promulgate legi. Doina Silistru a fost membru în comisia pentru agricultură, silvicultură și dezvoltare rurală - Președinte (din mar. 2016), comisia pentru mediu (până în mar. 2016) - Vicepreședinte (până în mar. 2016) și în comisia pentru egalitatea de șanse (până în oct. 2013). 
În legislatura 2016-2020, Doina Silistru este membru în grupurile parlamentare de prietenie cu Republica Francezǎ-Senat, Statul Kuwait și Republica Libaneză. Doina Silistru a inițiat 85 de propuneri legislative, din care 12 au fost promulgate legi.